# Castalia ambigua
Castalia ambigua е вид мида от семейство Hyriidae. Възникнал е преди около 5,33 млн. години по времето на периода неоген. Видът не е застрашен от изчезване.

## Разпространение и местообитание
Разпространен е в Аржентина, Бразилия (Амазонас и Пара) и Перу.
Обитава сладководни басейни и реки.